# Paracercopis darjilingii
Paracercopis darjilingii är en insektsart som först beskrevs av Victor Lallemand 1924.  Paracercopis darjilingii ingår i släktet Paracercopis och familjen spottstritar. Inga underarter finns listade i Catalogue of Life.